# Philip Burne-Jones

Philip gezeichnet von seinem Vater. 12. Januar 1878

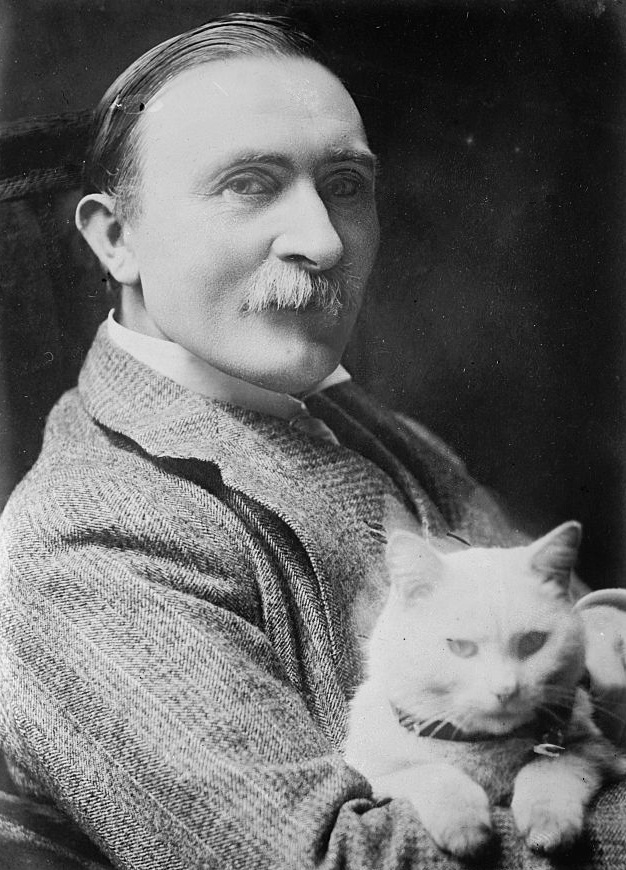
Philip Burne-Jones

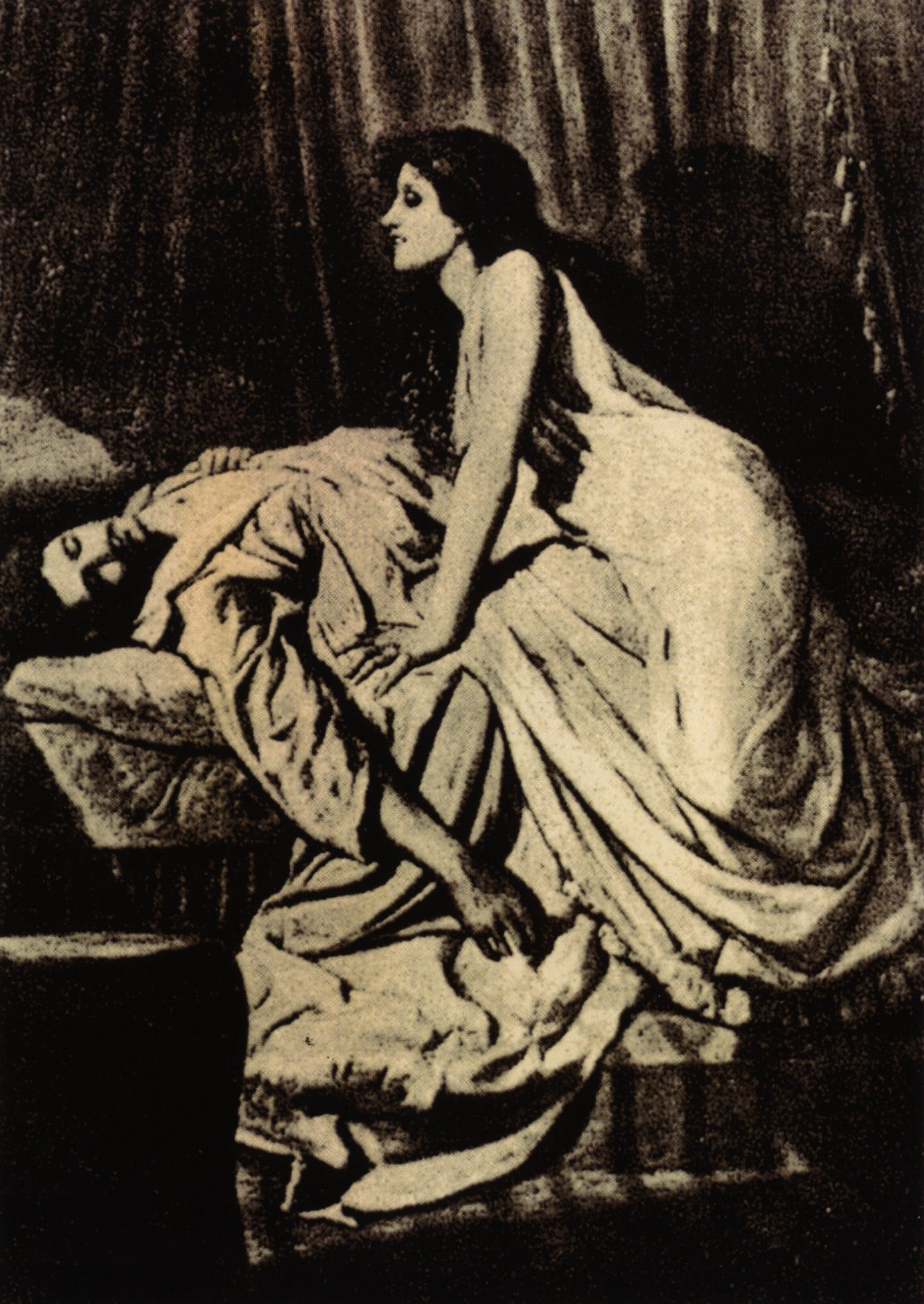
The Vampire (1896)

Sir Philip Burne-Jones, 2. Baronet (* 1. Oktober 1861 in London; † 21. Juni 1926 ebenda) war ein britischer Kunstmaler und Illustrator; er war bekannt für seine Landschaftsbilder, Porträts und magisch-poetischen Fantasiegemälde mit präraffaelitischem Einfluss.

## Leben und Werk
Philip Burne-Jones war der einzige Sohn des präraffaelitischen Künstlers Edward Burne-Jones (1833–1898) und dessen Frau Georgiana, geborene Macdonald (1840–1920). Philip erfuhr seine Ausbildung am Marlborough College, einer exklusiven Privatschule, und studierte zwei Jahre ohne Abschluss an der University of Oxford. Um seine Eltern über das abgebrochene Studium hinwegzutrösten, nahm er schließlich Malunterricht in London. 1898 erbte er den Adelstitel eines Baronet, of Rottingdean in the County of Sussex, von seinem Vater, dem dieser vier Jahre zuvor verliehen worden war. Anfangs eignete sich Burne-Jones verstärkt einen comicartigen Stil an und zeichnete Karikaturen, wandte sich aber auf Drängen seines Vaters schließlich der „ernsthafteren“ Malerei zu. Philip Burne-Jones wurde zwar für seine hohe Kunstfertigkeit geschätzt und stellte alsbald in den renommiertesten Galerien in London und Paris aus, dennoch stand er stets im Schatten seines bekannteren Vaters und wurde als Protegé oft mit ihm verglichen. Seine geläufigsten Werke sind Porträts von prominenten Briten, so u. a. von Edward Elgar, Henry James, Charles Eliot Norton oder von seinem Vater sowie von seinem Onkel Rudyard Kipling in der Londoner National Portrait Gallery. 
Das bekannteste wie verhängnisvollste Gemälde von Philip Burne-Jones wurde allerdings „The Vampire“, das er am 24. April 1896 zusammen mit einigen Arbeiten seines Vaters in der National Gallery in London ausstellte und das eine heftige Kontroverse auslöste: Es wurde behauptet es stelle das „rachsüchtige Porträt“ von Mrs. Patrick Campbell, einem Londoner Bühnenstar der Jahrhundertwende, dar, die einen 35-jährigen Künstler – mutmaßlich George Bernard Shaw, der zu dieser Zeit Theaterkritiker in London war – im Liebesrausch „besiegt“. Das Bild zeigt eine düstere schöne Frau, die sich triumphierend mit einem maliziösen Lächeln über ihr bewusstloses männliches Opfer beugt. „The Vampire“ sollte Philip Burne-Jones in Kunstkritiken für immer verfolgen.
1902 besuchte Burne-Jones die USA, wo er ein gern gesehener Gast der gehobenen Gesellschaft von New England wurde. Bei einer Veranstaltung an der Harvard University traf er mit dem damaligen US-Präsidenten Theodore Roosevelt zusammen. Zurück in London hielt er die Impressionen seiner USA-Reise in dem illustrierten Buch „Dollars and Democracy“ (1904) fest. Ein Jahr später folgte der mit lockeren Bleistift- und Federzeichnungen skizzierte Reisebericht „With Amy in Brittany“ (1905), der seine Eindrücke von einer Autoreise durch die Bretagne schildert. Von Burne-Jones’ späteren Jahren ist wenig bekannt; enttäuscht von der mangelnden Anerkennung seines Werkes und seiner Person zog sich Burne-Jones zunehmend von der Öffentlichkeit zurück und stellte immer seltener aus. Der Künstler geriet schnell in Vergessenheit, schuf nur noch vereinzelt Karikaturen für seine verbliebenen Freunde und starb 1926 vereinsamt mit nur 64 Jahren in London, wo er die meiste Zeit seines Lebens verbracht hatte.

## Rezeption
Philip Burne-Jones gelang es trotz seiner Virtuosität und seines innovativen, teilweise magisch-fantastischen Duktus nie, sich als eigenständiger Künstler so zu profilieren und zu behaupten, dass er sich aus dem übermächtigen Schatten seines Vaters lösen konnte. Burne-Jones galt als schüchterner und introvertierter Mann.
Obwohl er vielfach ausstellte und zahlreiches, teilweise unveröffentlichtes Material über den Maler und Künstler existiert, finden sich seine Vita und sein Werkslauf nur als Marginalien in der Literatur über Edward Burne-Jones und die Präraffaeliten wieder.
Philip Burne-Jones’ Nichte, die Schriftstellerin Angela Thirkell (1890–1961) bezeichnete ihn in ihren Memoiren als einen „sehr unglücklichen Menschen“:

“He could have been a distinguished painter and would have been one under a luckier star, but two things told fatally against him. He never needed to work, and he was cursed with a sense of diffidence and a feeling that whatever he did would be contrasted unfavourable with his father's work […] If he had had to depend upon himself and had worked in his own way, I do not believe that what he feared would have happened.”

„Er hätte ein bemerkenswerter Maler sein können, und wäre auch einer geworden wenn es unter einem glücklicheren Stern geschehen wäre, aber zwei Dinge sprachen sich verhängnisvoll gegen ihn aus: Er musste nie arbeiten und stand unter dem Fluch seiner eigenen Zurückhaltung und dem Gefühl, dass alles was er tat immer ungünstig mit dem Werk seines Vaters verglichen werden könnte […] wenn er sich mehr auf sich selbst verlassen hätte und seinen eigenen Weg gegangen wäre, glaube ich, wäre nicht das geschehen, was er so fürchtete.“

## Werke
Die National Portrait Gallery in London besitzt drei Porträtarbeiten von Sir Philip Burne-Jones: 
- Sir Edward Coley Burne-Jones (1898)
- Rudyard Kipling (1899)
- Sir Edward John Poynter (1909)

### Galerie

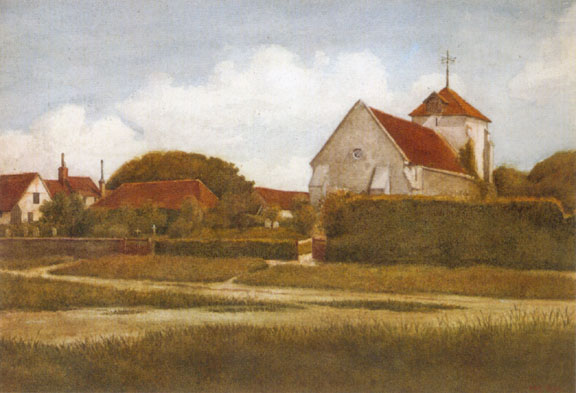
The Village Church, Rottingdean (1891)
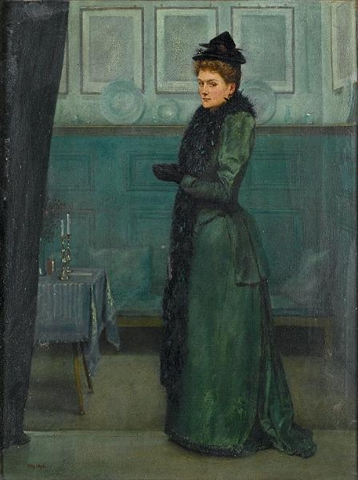
The Visitor (etwa 1893)
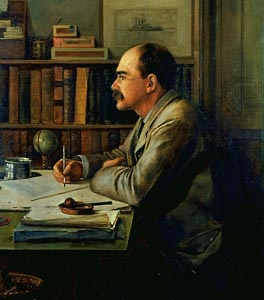
Rudyard Kipling (1899)
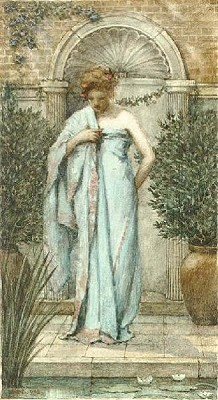
After the Bath (1908)
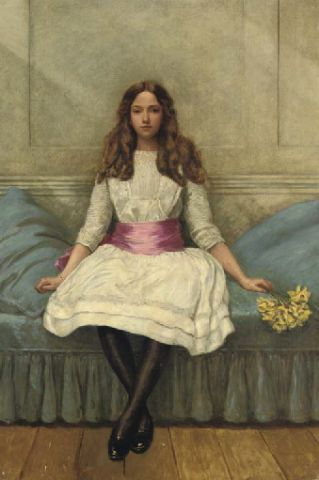
Irene Spencer (1912)